# تشارلز كوتن
تشارلز كوتن (بالإنجليزية: Charles Andrew Cotton)‏ هو عالم وجيولوجي نيوزيلندي، ولد في 1885 في دنيدن في نيوزيلندا، وتوفي في 1970 في لور هوت في نيوزيلندا.